# 低強度紛争
低強度紛争（ていきょうどふんそう、Low intensity conflict, LIC）とは、通常戦争と平和状態との中間に位置づけられる紛争状態を指す概念である。低烈度紛争とも呼ばれる。
今日では、本来の定義から転じて、地上戦において従来の大規模な戦車戦に対して、市街戦や対歩兵・ゲリラ戦闘を指す言葉として用いられることも多い。

## 概要
低強度紛争とは大規模な武力の使用が行われる通常戦争と武力が使用されていない平和状態の中間に位置づけることができる紛争の強度が比較的低い武力紛争を指す。政治的、戦略的なレベルにおいて低強度紛争はしばしばゲリラ戦または反乱、テロリズムの様相を呈する。局所的で小規模な武力の行使が頻発しながら、断続的かつ不確かなまま事態が進行しているために全体的な情勢を把握することが困難である。
特に低強度紛争の当事者が正規軍ではなく非正規の準軍事組織である場合や、特殊部隊が秘密作戦を遂行していると、政権転覆、クーデター、暴動の発生などの事態の急変を事前に察知することは極めて難しくなる。しかし同時に低強度紛争はしばしば大国間の政治的対立である場合がある。これは外部からの軍事援助を通じて周辺諸国や超大国がその紛争当事者を間接的に利用することによって生じる。この場合、低強度紛争であってもより大規模な紛争へとエスカレーションする危険性がある。戦術的、作戦的なレベルにおいて低強度紛争を分析すると、戦力の分散と戦線の流動性によって特徴付けられる。個人や少人数で運用できる小銃やロケット弾、爆発物などを用いて奇襲、破壊活動、略奪その他の犯罪行為が長期間にわたって繰り返される。戦闘空間には戦闘員ではない市民も含まれており、常にその一部がいずれかの紛争当事者に関与している可能性がある。これらの流動性・不確実性は、3ブロックの戦争という表現で象徴される。
低強度紛争の概念はベトナム戦争後のアメリカ合衆国の安全保障政策の動向と関連しながら発展してきた。1971年にイギリスの軍人であったフランク・エドワード・キトソンは著作『低強度作戦』の中で低強度紛争という概念を初めて展開した。この概念はベトナム戦争によってアメリカの軍事戦略を見直し、また70年代からソビエト連邦が第三世界で親ソ政権を擁立する情勢に対抗するために低強度紛争は重要な戦略的課題を理解するために参照されるようになる。そして1980年代にはアメリカはヨーロッパでのソビエト連邦軍との武力衝突には十分な努力を払っているが、第三世界での紛争に対処できないと研究者のサーケジアンによって指摘されるようになる。彼はアメリカが伝統的な戦争観のためにアフリカや中東、中央アメリカでの不正規な戦争への準備が不足していると主張した。
このような議論を背景にアメリカ政府内部でも低強度紛争の概念が第三世界の軍事介入を計画する重要な軍事教義として確立されるようになり、1978年度国防権限法では特殊作戦・低強度紛争を担当する国防次官補のポストが新設され、国家安全保障委員会でも低強度紛争委員会が新設された。また1990年代には戦争以外の軍事作戦という軍事教義が明確化されるようになる。